# Mărci poștale cu centru răsturnat

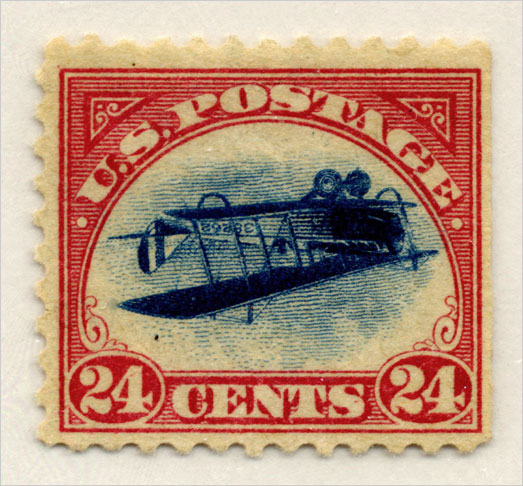
Inverted Jenny

Mărcile poștale cu centru răsturnat prezintă defecțiuni de tipar ce constau în întoarcerea imaginii centrale cu 180° față de celelalte elemente ale desenului. Astfel de defecțiuni pot apărea la mărcile poștale care au fost tipărite în două culori, ca urmare a introducerii inversate în mașină a colilor de hârtie la tipărirea celei de-a doua culori. Mărcile poștale cu centru răsturnat se situează printre erorile filatelice majore.
În România, prima marcă poștală cu centrul inversat este din emisiunea „Expoziția Generală - București” din anul 1906 și are valoarea de 3 lei. O altă marcă cu centrul răsturnat din România a are valoarea de 1,75 lei și este din emisiunea „Recensământul populației”, din anul 1956. 
În SUA, mărci poștale cu centrul răsturnat pot fi întâlnite pe emisiunile poștale uzuale din 1869 care aveau valorile de 15, 24 și 30 de cenți și sunt rarități pe plan mondial. 
Cea mai renumită marcă poștală cu centrul răsturnat este cea de 24 de cenți din prima emisiune de poștă aeriană din SUA, avionul „Curtiss Jenny” (1918).

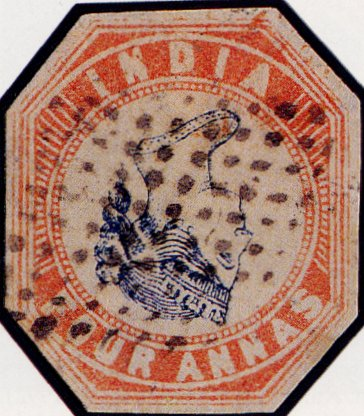
Four Annas cu centrul răsturnat

Four Annas cu centrul răsturnat este o marcă poștală din India, una dintre primele mărci poștale multicolore din lume. Primele emisiuni din anul 1854 includeau mărci Four Annas de culoare albastru și roșu.  